# Daniel Gagnon
Pour les articles homonymes, voir Gagnon.
Daniel Gagnon est un romancier, nouvelliste, essayiste, peintre et portraitiste québécois né en 1946 à Giffard (Beauport). 
Il a fait ses études à l'Université de Montréal ainsi qu'un doctorat en études françaises de l'Université de Sherbrooke. 

## Œuvres
- Surtout à cause des viandes ; recettes de bonheur, 1972
- Loulou, 1976
- King Wellington, 1978
- La Fille à marier, 1985
- À l'ombre des grands ormes, (Marc-Aurèle Fortin, peintre, 1994
- Rendez-moi ma mère, 1994
- L'ange de Correlieu (Ozias Leduc, peintre), 1996
- Fortune Rocks, 1997
- Mon père clandestin, 1999
- A contrario,2003
- Le Chant du galérien, 2004
- Maman Burger, 2004
- Une enfance magogoise, 2006

## Prix et reconnaissances
- 1985 - Prix Molson du roman de l'Académie canadienne-française
- 1988 - Nouvelliste invité au Goncourt de la nouvelle, Saint-Quentin (France)
- 1992-1993 - Écrivain en résidence à l'Uqam
- 1992-1993 - Bourse d'excellence, Université de Sherbrooke
- 2006 - Finaliste du Prix Alfred Desrochers